# Gaishorn am See
Pour les articles homonymes, voir Gaishorn.
Gaishorn am See est une commune autrichienne du district de Liezen en Styrie.